# Glyptomorpha ferruginea
Glyptomorpha ferruginea är en stekelart som beskrevs av Holmgren 1868. Glyptomorpha ferruginea ingår i släktet Glyptomorpha och familjen bracksteklar. Inga underarter finns listade i Catalogue of Life.